# Dioctria bulgarica
Dioctria bulgarica är en tvåvingeart som beskrevs av Hradsky och Moucha 1964. Dioctria bulgarica ingår i släktet Dioctria och familjen rovflugor. Inga underarter finns listade i Catalogue of Life.